# Karim Hafez
Karim Hafez Ramadan (al-Qāhira, 12 maart 1996) is een Egyptische voetballer. Hij speelt als linker verdediger bij Lierse SK. Hij debuteerde op 30 augustus 2014 in de Jupiler Pro League tegen Waasland-Beveren. Hij startte direct in de basis. Karim komt uit de Egyptische JMG-academie. Hij wordt in het seizoen 2015-2016 verhuurd aan het Cypriotische Omonia Nicosia.

## Statistieken
| Seizoen        | Club           | Land               | Competitie         | Competitie | Competitie | Beker | Beker | Internationaal | Internationaal | Totaal | Totaal |
| Seizoen        | Club           | Land               | Competitie         | Wed.       | Dlp.       | Wed.  | Dlp.  | Wed.           | Dlp.           | Wed.   | Dlp.   |
| -------------- | -------------- | ------------------ | ------------------ | ---------- | ---------- | ----- | ----- | -------------- | -------------- | ------ | ------ |
| 2014/15        | K. Lierse SK   | Vlag van België    | Jupiler Pro League | 21         | 3          | 2     | 0     | —              | —              | 23     | 3      |
| 2015/16        | K. Lierse SK   | Vlag van België    | Tweede Klasse      | 2          | 0          | 2     | 0     | —              | —              | 4      | 0      |
| 2015/16        | Omonia Nicosia | Vlag van Cyprus    | A Divizion         | 29         | 0          | 5     | 1     | —              | —              | 34     | 1      |
| 2016/17        | K. Lierse SK   | Vlag van België    | Eerste klasse B    | 2          | 0          | 0     | 0     | —              | —              | 2      | 0      |
| 2016/17        | RC Lens        | Vlag van Frankrijk | Ligue 2            | 23         | 0          | 0     | 0     | —              | —              | 23     | 0      |
| Carrièretotaal | Carrièretotaal | Carrièretotaal     | Carrièretotaal     | 77         | 3          | 9     | 1     | 0              | 0              | 86     | 4      |